# Bolnissi (municipalité)
La municipalité de Bolnissi (en géorgien : ბოლნისის მუნიციპალიტეტი) est un district de la région de Basse Kartlie en Géorgie, dont la ville principale est Bolnissi.
Il compte 53 800 habitants au 1er janvier 2016 selon l'Office national des statistiques de Géorgie.   